# William Louis Sonntag Sr.
William Louis Sonntag (2 de marzo de 1822 – 22 de enero de 1900) fue un pintor estadounidense, cuya obra se asocia con la segunda generación de la Escuela del río Hudson en la mayor parte de su carrera, aunque la influencia de la Escuela de Barbizon es evidente en su período maduro. Artista prolífico, Sonnatg gozó de un gran prestigio durante los últimos treinta años de su vida. Su hijo, William Louis Sonntag Jr. (1869-1898), fue asimismo pintor y también dibujante.

## Juventud y aprendizaje
William Louis Sonntag nació en East Liberty, una aldea actualmente incorporada a Pittsburgh, aunque vivió sus primeros años en Cincinnati. Pronto mostró interés por el Arte, y cuando llegó a la adolescencia, ya había decidido convertirse en un artista profesional. Antes de estudiar Arte, tuvo una breve formación en Arquitectura. Desde mediados de la década de 1840 hizo varias excursiones con fines artísticos a Kentucky y Virginia.
En gran parte autodidacta, en 1841 expuso por primera vez un cuadro en Cincinnati. En 1847, su trabajo llamó la atención del reverendo Elías Lyman Magoon, pastor de la Iglesia bautista en Cincinnati, para quien Sonntag pintó The Progress of Civilization (actual ubicación desconocida), una serie de cuatro pinturas basadas en The Ages, un poema de William Cullen Bryant.

## Actividad artística
A finales de la década de 1840 Sonntag expuso en la recién fundada Western Art Union en Cincinnati y la American Art-Union (activa entre 1839-1851) en Nueva York. En 1850 comenzó a pintar una obra en forma de panorama sobre el tema del paraíso perdido y El paraíso recobrado de John Milton, pero no pudo terminarlo debido a una enfermedad.
En 1852, el director del Baltimore and Ohio Railroad encargó a Sonntag que pintara escenas de las rutas de la compañía entre Baltimore y Cumberland (Maryland). Sonntag y su esposa, Mary Ann Cowdell -con quien se había casado el año anterior- utilizaron aquella ocasión como un viaje de bodas pospuesto.
Sonntag comenzó a exponer en la Pennsylvania Academy of the Fine Arts en 1853. En aquel mismo año viajó por primera vez al extranjero, en compañía de Robert S. Duncanson y de John Robinson Tait (1834-1909), con quien había compartido un estudio de pintura. Aunque el grupo visitó París y Londres, Sonntag pasó la mayor parte del tiempo viajando por Italia. Entre 1855 y 1856 hizo un segundo viaje a este país, donde regresó en otras ocasiones durante su vida.
En 1857, estableció su residencia y estudio en Nueva York. Sonntag expuso por primera vez en la Academia Nacional de Dibujo de Estados Unidos en 1855, una práctica que continuó cada año durante el resto de su vida. Fue elegido miembro asociado de esta academia en 1860, y académico al año siguiente. Fue miembro de la Artists' Fund Society (fundada el 5 de febrero de 1859) y también perteneció a la American Watercolor Society (fundada en 1866), donde expuso regularmente.
Conocido por sus representaciones de montañas y bosques estadounidenses, hizo viajes de trabajo a través de Ohio, Kentucky, Carolina del Norte y del Sur, Virginia Occidental y Pensilvania. Tanto durante como después de la Guerra de Secesión, dejó de pintar obras basadas en bocetos de las tierras del Sureste de Estados Unidos, para centrarse en las vistas panorámicas del estado de Nueva York y de Nueva Inglaterra. A lo largo de la segunda mitad del siglo continuó exhibiendo en la Academia Nacional de Diseño, en la Pennsylvania Academy of the Fine Arts, en el Boston Athenæum y en la Brooklyn Art Association (fundada en 1861). Murió el 22 de enero de 1900 en Nueva York.